# قطعنامه ۳۲۷ شورای امنیت
قطعنامه ۳۲۷ شورای امنیت سازمان ملل متحد که در تاریخ ۰۲ فوریه ۱۹۷۳ تصویب شد، سندی بین‌المللی دربارهٔ تصمیم به اعمال تحریم‌ها بر زیمبابوه است. این قطعنامه طی نشست ۱٬۶۹۱ام
با ۱۴ موافق، ۰ مخالف و۱ ممتنع تصویب شد.